# Riize
Riize (кор. 라이즈; Раиджы) — южнокорейский бойз-бенд, сформированный в 2023 году компанией SM Entertainment, состоит из шести участников: Шотаро, Ынсок, Сончан, Вонбин, Сохи и Антон. Они дебютировали 4 сентября 2023 года с сингловым-альбомом Get a Guitar.

## Карьера

### Пре-дебют
Участники Шотаро и Сончан ранее дебютировали в мужской группе SM, NCT, и были представлены как часть состава в октябре 2020 года. 1 июля 2022 года SM Entertainment представили Ынсока и Сынхана как часть SM Rookies. В ноябре было объявлено, что они появятся в реалити-шоу Welcome to NCT Universe, ведущими которого являются Шотаро и Сончан.
Первые упоминания о новой мужской группе SM появились 3 февраля 2023 года, когда SM выпустили видео, подробно описывающее планы компании на будущее с SM 3.0. В видео они объяснили, что группа дебютирует в четвёртом квартале 2023 года, а проектом руководит исполнительный директор SM Entertainment Так Ён Чжун.
24 мая SM выпустили видео о своих планах на будущее, объявив, что Шотаро и Сончан покинут NCT, чтобы присоединиться к составу, и что Ынсок и Сынхан дебютируют. 11 июля стало известно, что группа, состоящая из семи человек, снимает своё дебютное музыкальное видео для запланированного сентябрьского дебюта. В ответ на сообщения СМИ о том, что сын Юн Сана Антон Ли присоединился к группе, SM заявили, что они начнут раскрывать информацию о группе 1 августа. 31 июля SM подтвердили, что группа дебютирует как RIIZE в сентябре. 1 августа были опубликованы профили всех семи участников.

### 2023—н.в: Дебют
7 августа 2023 года SM Entertainment объявили, что группа дебютирует 4 сентября, выпустив свой первый сингловой-альбом Get a Guitar. 19 августа Riize выпустили веб-роман Rise & Realize в преддверии дебюта группы в сотрудничестве с Kakao Entertainment. В преддверии его выхода Riize исполнили «Memories» и «Siren» на KCON LA 20 августа. Riize выпустили свой предварительный сингл «Memories» 21 августа. 4 сентября SM объявили, что Riize подписали контракт с RCA Records на их продвижение и деятельность в Соединённых Штатах.

## Рекламные сделки
16 августа 2023 года корейский интернет-магазин модной одежды Musinsa выбрали Riize в качестве своего нового посла. 25 августа отечественный бренд по уходу за кожей UIQ выбрал Riize в качестве своей эксклюзивной модели.

## Состав
| Сценический псевдоним | Сценический псевдоним | Настоящее имя | Настоящее имя    | Дата рождения | Позиция в группе                    |
| Основной              | Другой                | На русском    | Хангыль/Японский | Дата рождения | Позиция в группе                    |
| --------------------- | --------------------- | ------------- | ---------------- | ------------- | ----------------------------------- |
| Шотаро                | Shotaro               | Осаки Шотаро  | 大崎将太郎       | 25.11.2000    | Главный танцор, ведущий рэпер       |
| Ынсок                 | Eunseok               | Сон Ын Сок    | 송은석           | 19.03.2001    | Вижуал, саб рэпер, вокалист         |
| Сончан                | Sungchan              | Чон Сон Чан   | 정성찬           | 13.09.2001    | Главный рэпер, саб-вокалист, танцор |
| Вонбин                | Wonbin                | Пак Вон Бин   | 박원빈           | 02.03.2002    | Вокалист, ведущий танцор, центр     |
| Сохи                  | Sohee                 | Ли Со Хи      | 이소희           | 21.11.2003    | Главный вокалист, саб-рэпер         |
| Энтон                 | Anton                 | Ли Чан Ён     | 이찬영           | 21.03.2004    | Вокалист, макнэ                     |

## Дискография

### Сингл-альбомы
- Get a Guitar (2023)
- Talk Saxy (2023)
- Love 119 (2024)